# Baskil (stad)
Baskil is een plaats in de provincie Elazığ in Oost-Anatolië (Turkije). Baskil is de hoofdplaats van het gelijknamige district. Volgens de volkstelling van 2021 heeft Baskil 4.821 inwoners.